# Xanthorhoe cymozeucta
Xanthorhoe cymozeucta är en fjärilsart som beskrevs av Edward Meyrick 1913. Xanthorhoe cymozeucta ingår i släktet Xanthorhoe och familjen mätare. Inga underarter finns listade i Catalogue of Life.